# جودي آن سانتوس
جودي آن سانتوس هي مغنية وطاهية وعارضة وممثلة فلبينية، ولدت في 11 مايو 1978 بمانيلا في الفلبين.

## حياتها
عاشت جودي آن سانتوس في ظلّ والديها: رجل الأعمال مانويل سانتوس (Manuel Santos) وموظّفة البنك كارولينا.
في سنّ الثّالثة من عمرها، انفصل والداها، فاستمرّت جودي في العيش مع والدتها وشقيقيها، لكنّ أمّها اضطرّت للسّفر خارج البلاد من أجل إعالة عائلتها. كانت هذه أوقات صعبة بالنّسبة لجودي، لكنّها تمكّنت من التّعامل مع الظّروف بتوجيه مربّية الأسرة يايا بيناي (Yaya Binay)، كما تعلّمت أن تكون مستقلّة، وتعلّمت أيضًا العمل الدّؤوب في سنّ مبكّرة.

## مسيرتها الفنّيّة

#### الطّفلة النّجمة
في سنّ الثّامنة من عمرها، لأوّل مرّة،  قدّمت جودي "الملكة" (The Queen). كان هذا أوّل ظهور تلفزيونيّ احترافيّ لها من خلال دور صغير لها في Kaming Mga Ulila، بعدها بسنتين، لعبت جودي دور البطولة في  Ula Ang Batang Gubat.
استمرّت في أداء أدوار داعمة في الأفلام والدراما التّلفزيونيّة لسنوات، حتّى دور البطولة في Mara Clara، حيث تمّ الاعتراف بذوقها في التّمثيل.

##### الملكة
رفعت Esperanza (إسبيرانزا) جودي آن من ممثّلة شابّة واعدة إلى أميرة الحساء الجديدة، حيث أشاد النّقّاد بأدائها. كما تمّ الاستشهاد بها على أنّها ملكة الأفلام الفليبينيّة المراهقة من قِبَل جوائز التّرفيه في شبّاك التّذاكر جي إم إم إس إف (GMMSF Box).
سرعان ما أصبح اسم جودي آن سانتوس اسمًا مألوفًا، حيث تابع المشاهدون عروضها الطّويلة والأفلام النّاجحة تجاريًّا.
عام 2004 اتّخذت مهنة جودي آن سانتوس منعطفًا أكثر إثارة، عندما قدّمت فيلمها "سابيل" (Sabel)، الّذي أكسبها جائزة أفضل ممثّلة من بين الجوائز المماثلة الّتي حصلت عليها من إنبريس (Enpress) للشّاشة الذّهبيّة، وجواد تانغلاو (Gawad Tanglaw).
تعتبر ملكة تيليسيري، أوبرا الصّابون الفليبينيّة.

## أعمالها[8][9][10]
- فيلم Aishite
- Imasu
- Sa Akin Parin Ang Bukas
- القيادة المفقودة (Lost Command)
- Dyesebel
- Impaktita
- Mara Clara1992 (مسلسل تلفزيونيّ)
- Oh, My Girl! A Taugh story
- Sabel 2004
- Kasal, kasali,kasalo 2006
- Sakal, Sakali,Sakalo 2007
- Mindanao 2019

## جوائزها
- جائزة The Cinema One Legend Award عام 2009

## وصلات خارجية
- جودي آن سانتوس على موقع IMDb (الإنجليزية)
- جودي آن سانتوس على موقع ميوزك برينز (الإنجليزية)
- جودي آن سانتوس على موقع قاعدة بيانات الفيلم (الإنجليزية)